# Christophe Panzani

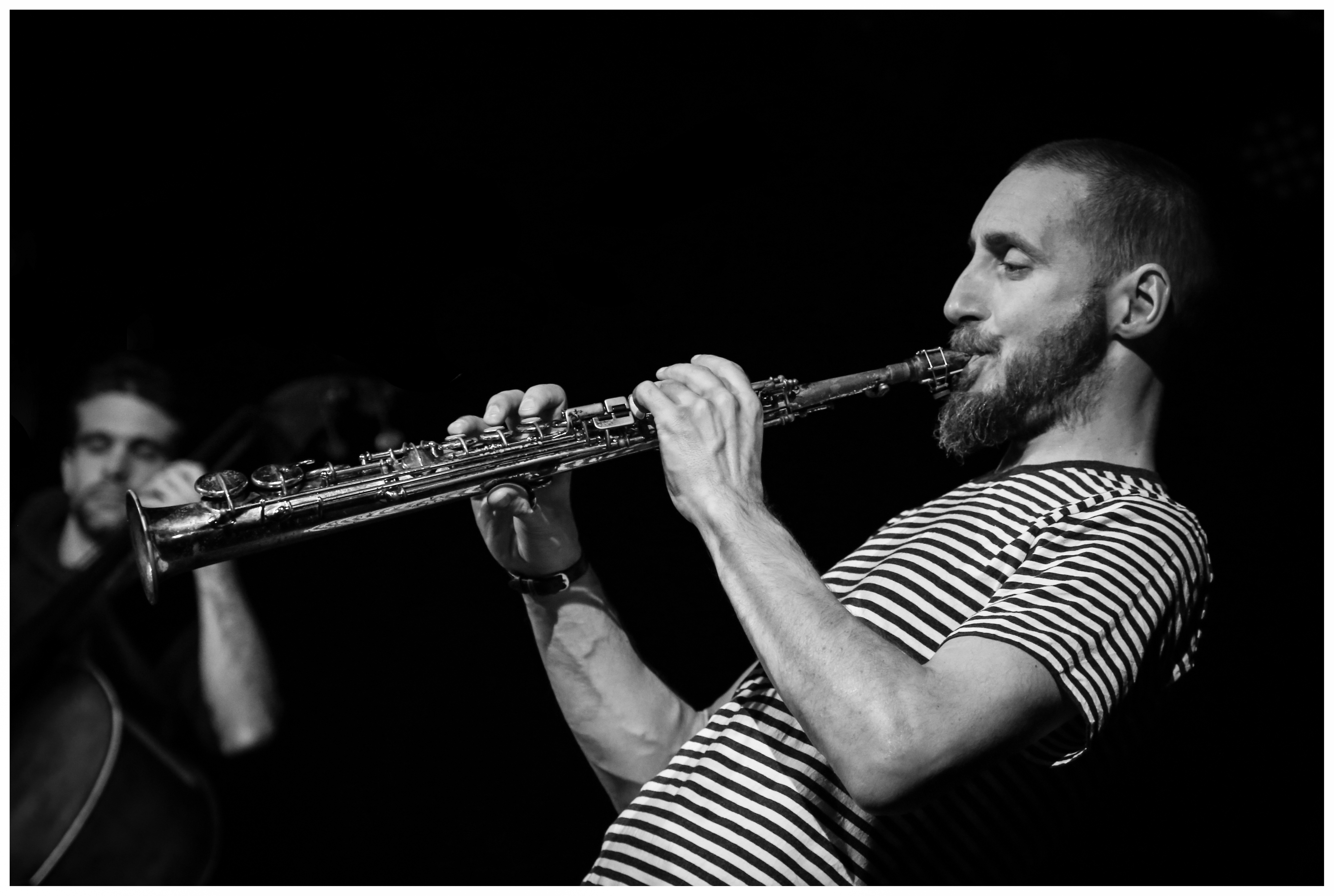
Christophe Panzani 2015

Christophe Panzani (* 23. Dezember 1975 in La Tronche) ist ein französischer Jazzmusiker (Saxophone, Flöte, Komposition).

## Leben und Wirken
Panzani arbeitete seit 2002 bei Carla Bley, mit deren Bigband 2006 in Paris erste Aufnahmen entstanden (Appearing Nightly), außerdem mit Anne Paceo, Fabio Accardi, Olivier Calmel, Laia Genc, Nicolas Moreaux, Florian Pellissier, Bruno Schorp, Rémi Vignolo, Ritary Gaguenetti, Giovanni Ceccarelli und Gauthier Toux. Er ist Gründungsmitglied von drei Gruppen des Pariser Undergrounds: The Drops, mit dem italienischen Gitarristen Federico Casagrande (drei Alben veröffentlicht); Thiefs, ein Jazz-Hip-Hop-Projekt (das er zusammen mit dem amerikanischen Bassisten Keith Witty leitet) und The Watershed (mit Pierre Perchaud, Tony Paeleman und Karl Jannuska).
Unter eigenem Namen legte Panzani 2016 das Album Les âmes perdues vor, das in Duo-Sessions mit den Pianisten Yonathan Avishai, Édouard Ferlet, Laia Genc, Leonardo Montan, Tony Paeleman, Guillaume Poncelet und Dan Tepfer entstand.
Im Bereich des Jazz war er zwischen 2006 und 2019 an 19 Aufnahmesessions beteiligt.

## Diskographische Hinweise
- Christophe Panzani – Aaron Parks – Keith Witty – David Frazier Jr.: Thiefs (2018)
- Christophe Panzani, Bruno Schorp,  Stefano Lucchini: Free Fall (2023)